# Gezeiten
Gezeiten (alem. "Marea") es un álbum de la banda austríaca L'Âme Immortelle. Los tres sencillos 5 Jahre, Fallen angel y Stumme Schreie son algunas de las canciones más conocidas de la banda.

## Lista de canciones
1. "Es Zieht Dich Davon" – 5:26
2. "5 Jahre" – 4:13
3. "Fear" – 4:24
4. "Stumme Schreie" – 3:32
5. "Fallen Angel" – 5:03
6. "Gezeiten" – 4:24
7. "Rain" – 3:38
8. "Masquerade" – 3:35
9. "Kingdom" – 5:34
10. "Calling" – 4:25
11. "Ohne Dich" – 5:37
12. "Without you" - 4:05 (bonustrack)
13. "Believe in me" - 4:26 (bonustrack)

## Sencillos
- Fallen Angel
- 5 Jahre
- Stumme Schreie

- Datos: Q1981752